# アロサウルス上科
アロサウルス上科 (Allosauroidea) は、カルノサウルス類に属する恐竜の一群。

## 概要
獣脚類の分類群である。メトリアカントサウルス科、アロサウルス科、ネオヴェナトル科、カルカロドントサウルス科の4つの科からなる恐竜のグループである。アロサウルス上科はメガロサウルス上科と並んで中生代ジュラ紀から後期白亜紀にかけて繁栄した頂点捕食者を含む一群である 。
アロサウルス上科のうち、比較的完全な頭骨を残した標本が知られているのはアロサウルス、カルカロドントサウルス、アクロカントサウルス、シンラプトル、ヤンチュアノサウルスのみである 。最も有名で最もよく解明されているアロサウルス上科は北アメリカの属であるアロサウルスである 。

## 分類

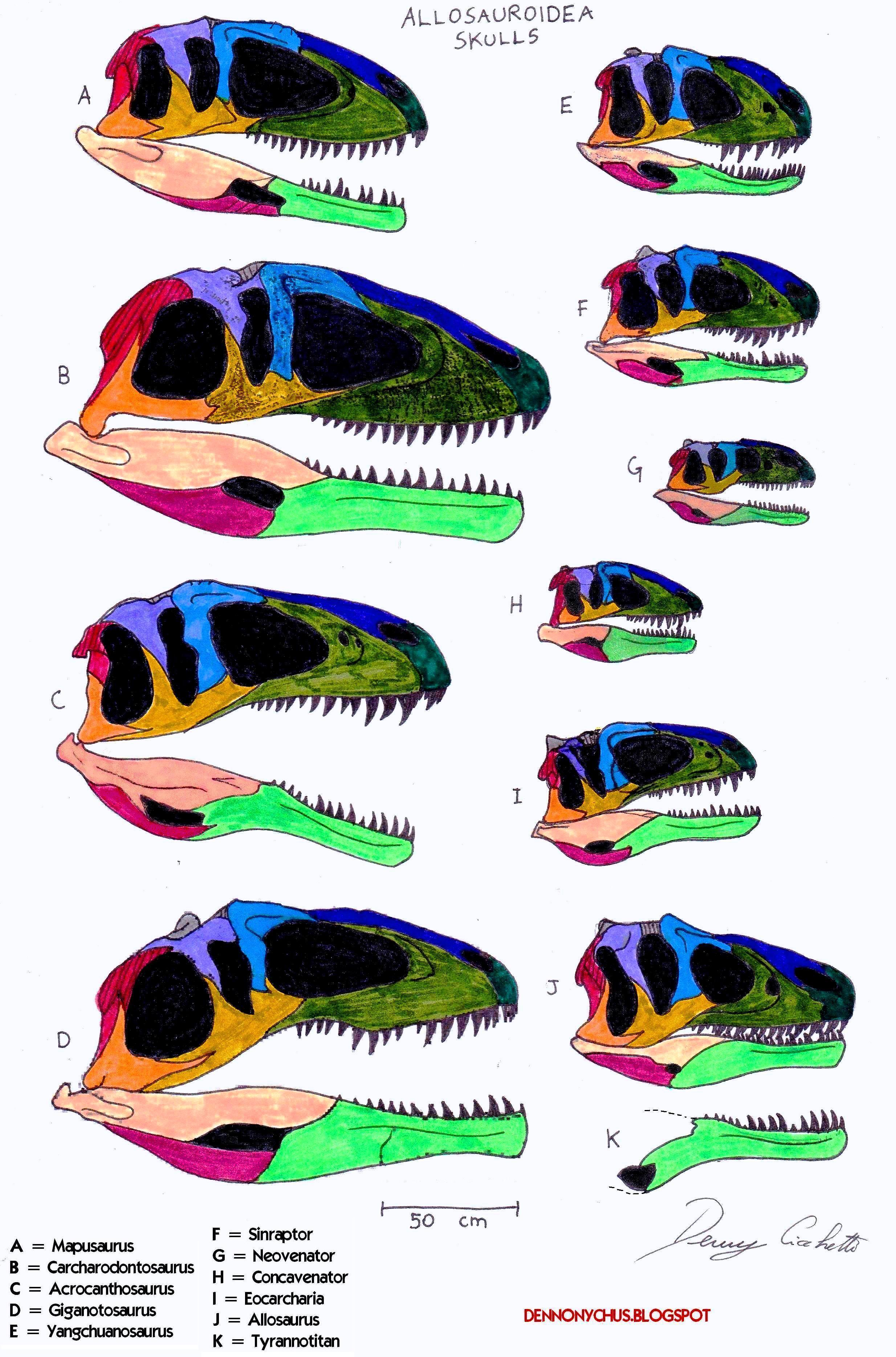
アロサウルス上科の頭骨比較

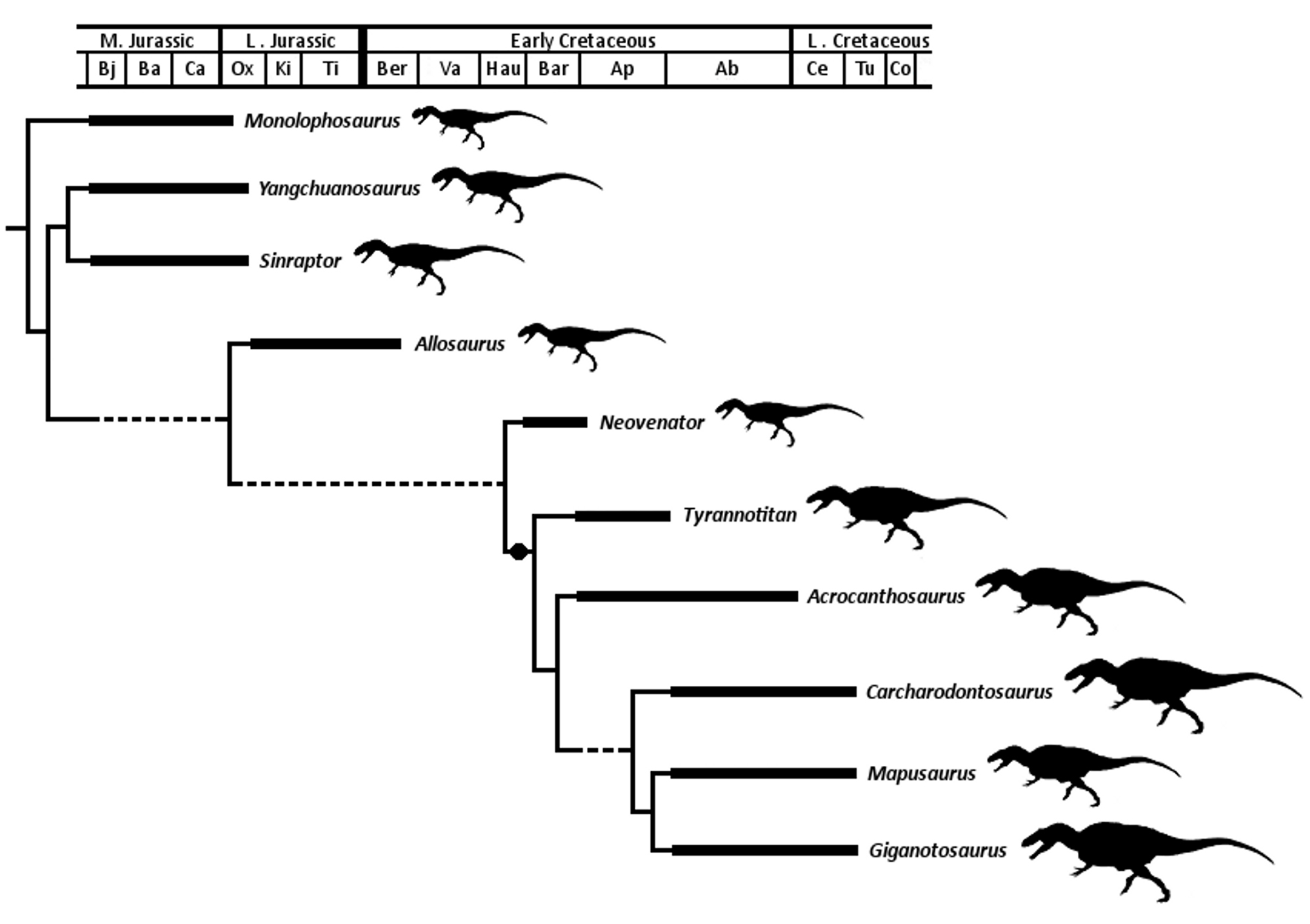
アロサウルス上科のクラドグラム

クレードアロサウルス上科はフィリップ・カリーら(1993)が最初に提唱し、未定義のステムに基づくタクソンとしてポール・セレノ(1997)が用いた。セレノ(1998)は初めて「新鳥類よりもアロサウルスに近縁な全てのネオテタヌラ類」とステムに基づく定義でアロサウルス上科を用いた。ケヴィン・パディアン(2007)は「アロサウルス とシンラプトルの最近共通祖先およびその全ての子孫」というノードに基づく定義で用いた。 トーマス・ホルツら(2004)とフィリップ・カリー、ケネス・カーペンター(2000)らはこのノードベースの定義を採用している。
しかし Currie & Carpenter, 2000 のようないくつかの分析では、アロサウルス科とシンラプトル科に対するカルカロドントサウルス科の位置付けが不明であるため、カルカロドントサウルス科がアロサウルス上科に含まれるかどうかも不明である。
以下のクラドグラムは2012年のCarrano, Benson and Sampsonの研究に基づき、3つのワイルドカードであるポエキロプレウロン、シュアンハノサウルス、ストレプトスポンディルスを除外したものである。
|                          | アロサウルス科                                                                |
|                          |                                                                               |
| カルカロドントサウルス類 | \| \| ネオヴェナトル科 \| \| \| \| \| \| カルカロドントサウルス科 \| \| \| \| |
|                          | \| \| ネオヴェナトル科 \| \| \| \| \| \| カルカロドントサウルス科 \| \| \| \| |
|                          | ネオヴェナトル科                                                              |
|                          |                                                                               |
|                          | カルカロドントサウルス科                                                      |
|                          |                                                                               |

|  | ネオヴェナトル科         |
|  |                          |
|  | カルカロドントサウルス科 |
|  |                          |

|                          | アロサウルス科                                                                |
|                          |                                                                               |
| カルカロドントサウルス類 | \| \| ネオヴェナトル科 \| \| \| \| \| \| カルカロドントサウルス科 \| \| \| \| |
|                          | \| \| ネオヴェナトル科 \| \| \| \| \| \| カルカロドントサウルス科 \| \| \| \| |
|                          | ネオヴェナトル科                                                              |
|                          |                                                                               |
|                          | カルカロドントサウルス科                                                      |
|                          |                                                                               |

|  | ネオヴェナトル科         |
|  |                          |
|  | カルカロドントサウルス科 |
|  |                          |

## 記載

7種類のアロサウルス上科のサイズ比較

アロサウルス上科は確かな派生形質を共有している。その一つは三角形をした恥骨の遠位端である。アロサウルス上科は片手に3本ずつの指をもつ。第2と第3指が概して均等な長さ。大腿骨が脛骨より長い。尾椎には血道弓が発達する。 アロサウルス上科の全長は10mに達することがあった。全長に対する尾の割合は54%から62%の間であり、頭から腰までの長さは38%から46%とされる。
アロサウルス上科はティラノサウルス科のような他の大型獣脚類と同様に、前肢を体に対して相対的に縮小させていた。白亜紀において、アロサウルス上科のいくつかは最大級のティラノサウルス科と同等の長さにまで成長した。そのような大型アロサウルス上科は、モリソン層上部やテンダグル層で発見されるような他の大型獣脚類と同じ時代に生きていた。
アロサウルス上科はサイズに関わらずどれも重心が似たような位置にあった。それは股関節前方、大腿骨の長さの37％から58％の間であることがわかっている。他にもアロサウルス上科に共通しているのは、後肢と骨盤の構造である。特に骨盤は体の大きさに関係なく負荷を軽減するように設計されていると考えられている。特に大腿骨の傾き方によって、曲げや捻じれ等のストレスが軽減されている。さらに、アロサウルス上科は他の尾を持つ動物と同様に尾大腿筋を持っており、これによって尾を屈曲させることができた。大型アロサウルス上科は、より小さいアロサウルス上科よりも尾大腿筋の体重との比率が相対的に低いことがわかっている。
加えて、アロサウルス上科はある種の頭骨の特徴も共通している。特徴的なものとしては、小さい下顎骨、頭頂骨窓、短い方形骨骨、脳函と口蓋の間に短い接続部があることなどが挙げられる。アロサウルス上科の頭骨の長さは高さの2.5から3 倍になる。彼らは狭い頭骨とセレーションのある歯を持ち、獲物の肉をたやすくに切り裂くことができた。アロサウルス上科の歯は平らで、両縁には同じ大きさの歯根がある。歯の平らな面は頭骨を基準として側面に配置されており、歯の縁は頭骨と同じ平面上に並んでいる。
異なるアロサウルス上科の頭骨を分析したところ、頭蓋底の体積は、シンラプトルでは95ミリリットル、ギガノトサウルスでは250ミリリットルの間であることがわかった。

## 古生物学・行動学
アロサウルス上科の化石から複数の重篤な病変が発見されていることから、彼らが頻繁に危険な状況に晒されていたことが示唆され、活発で捕食的な生活をしていたという仮説を支持している。多数の傷にもかかわらず、感染の兆候を示すものはわずかである。感染は通常、損傷部位に局所的なものであり、アロサウルス上科の免疫応答は、感染が体の他の部分に広がるのを素早く止めることができたことを示唆している。このタイプの免疫応答は、現代の爬虫類の免疫応答に似ている。爬虫類は感染部位の近くでフィブリンを分泌し、血流を介して感染が広がる前に感染を局所化する。
また、傷はほとんどのケースで治癒していることがわかった。この治癒は、アロサウルス上科が生き延びるために必要とする栄養素がわずかであったことを意味する。これは鳥類以外の爬虫類に近似の、中間的な基礎代謝率を持っていたことを示している可能性がある 。栄養要求量が少ないということは、アロサウルス上科が頻繁に狩りをする必要がないことを意味し、外傷を受けるリスクを低下させる。
ティラノサウルスのような他の大型獣脚類の骨には、種内や他の捕食者との戦闘の証拠があるが、アロサウルス上科の骨には獣脚類同士の戦闘による負傷の証拠はほとんどない。アロサウルス上科の化石は集団で発見されることも多く、社会的行動を示唆している。集団化石形成の説明としては、プレデタートラップや干ばつによる生息地の減少などが考えられるが、アロサウルス上科の化石が集団で発見される頻度は社会的動物説を支持するものである。社会的動物であるアロサウロルス上科は狩りの負担を共有し、群れの中で負傷したメンバーがより早く回復できるようにした可能性がある。

## 古生物地理学
古生物地理学のアロサウルス上科の歴史は、パンゲアが現在の大陸に分離した順序を忠実に反映している。アロサウルスはジュラ紀中期に初めて登場し、獣脚類史上初の巨大なタクサ（重さ2トン以上）となった。メガロサウルス上科のメンバーと共に、アロサウルス上科はジュラ紀から後期白亜紀の初期を支配していた頂点捕食者であった。アロサウルス上科は北米、南米、ヨーロッパ、アフリカ、アジアに分布している。具体的には、白亜紀前期にカルカロドントサウルス科の世界的な分散が起こった可能性が高い。また白亜紀前期には陸橋によってアフリカと接続されていたイタリアのアプリア地域（イタリア半島の「かかと」）にも放散があったのではないかという仮説が立てられている。アプリアで発見された様々な恐竜の足跡がこの説を支持している。
アロサウルス上科はジュラ紀と白亜紀前期の間、北大陸（ローラシア）と南大陸（ゴンドワナ）の両大陸に生息していたが、白亜紀後期序盤を過ぎる頃になると少なくともローラシア（北アメリカとアジア）では絶滅し、ティラノサウルス上科が彼等の後釜におさまった。ゴンドワナでも白亜紀後期末にはアベリサウルス科が台頭している一方でアロサウルス上科の明確な化石らしきものは少ない。特にアロサウルス上科の中でも巨大化を極めていたカルカロドントサウルス科のような種はゴンドワナでも既に生存していなかったようである。